# Henrique Moreira

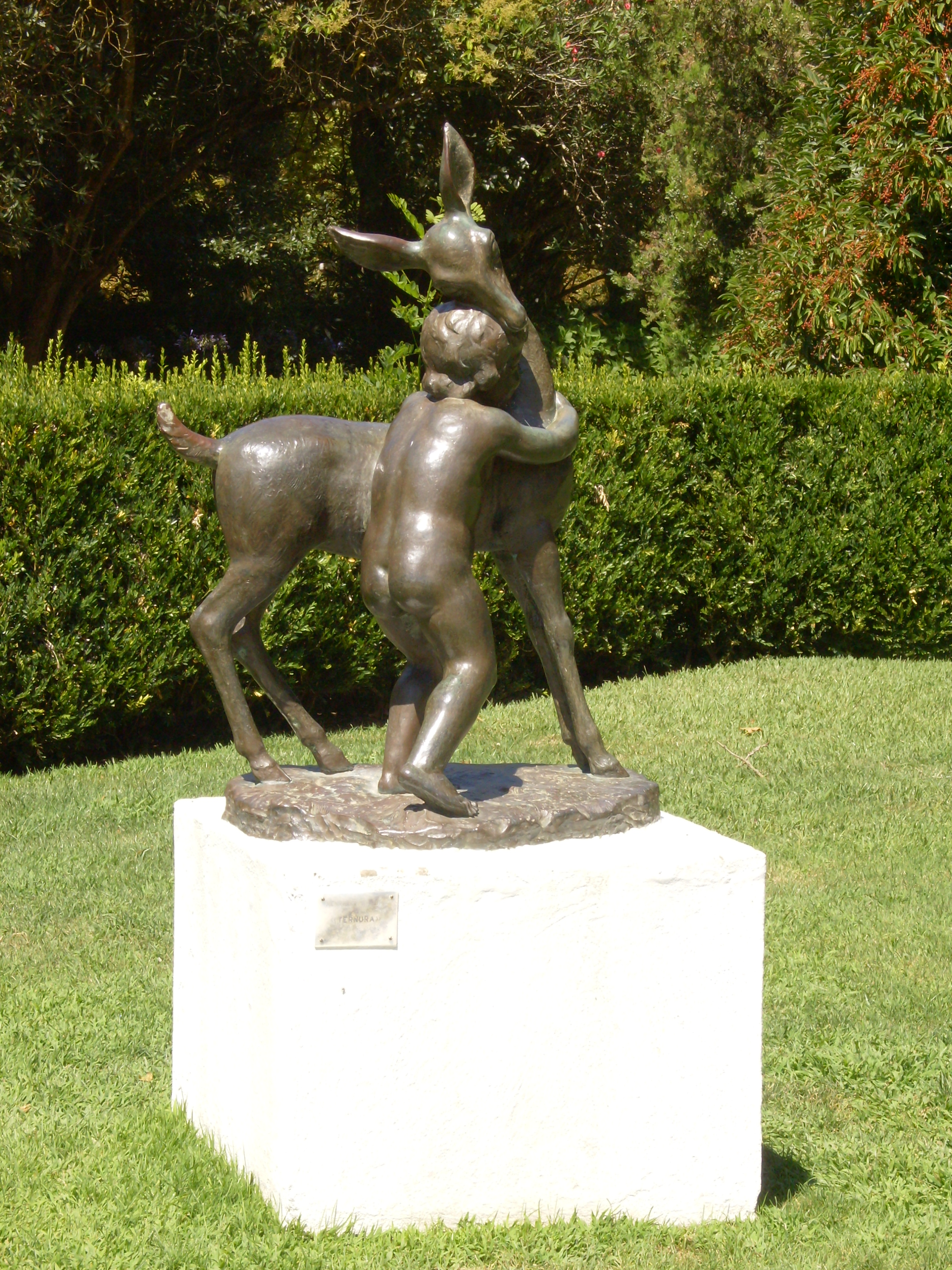
"Ternura" (bronze, Parque D. Carlos I, Caldas da Rainha.

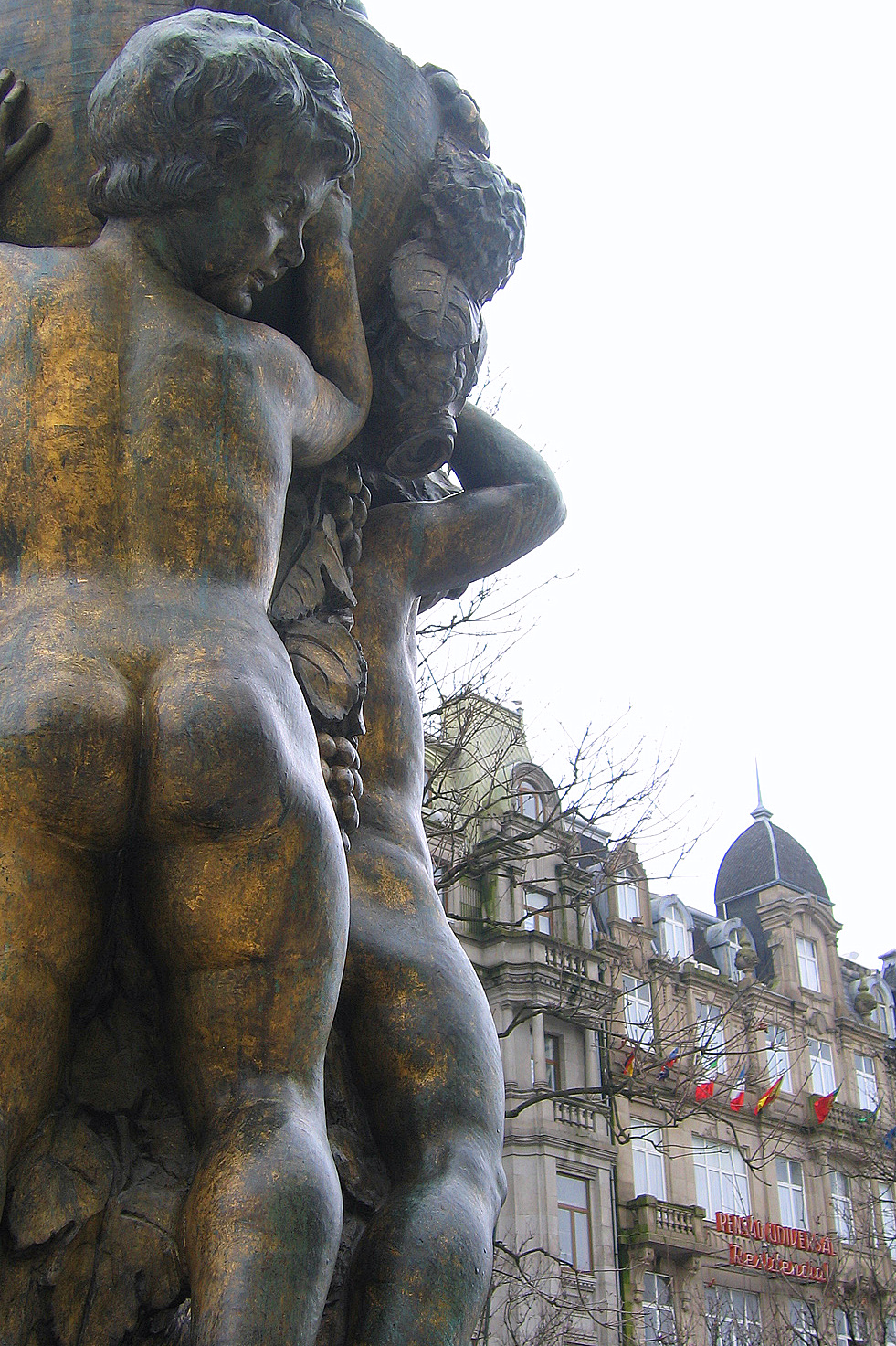
"Meninos" (bronze, Avenida dos Aliados).

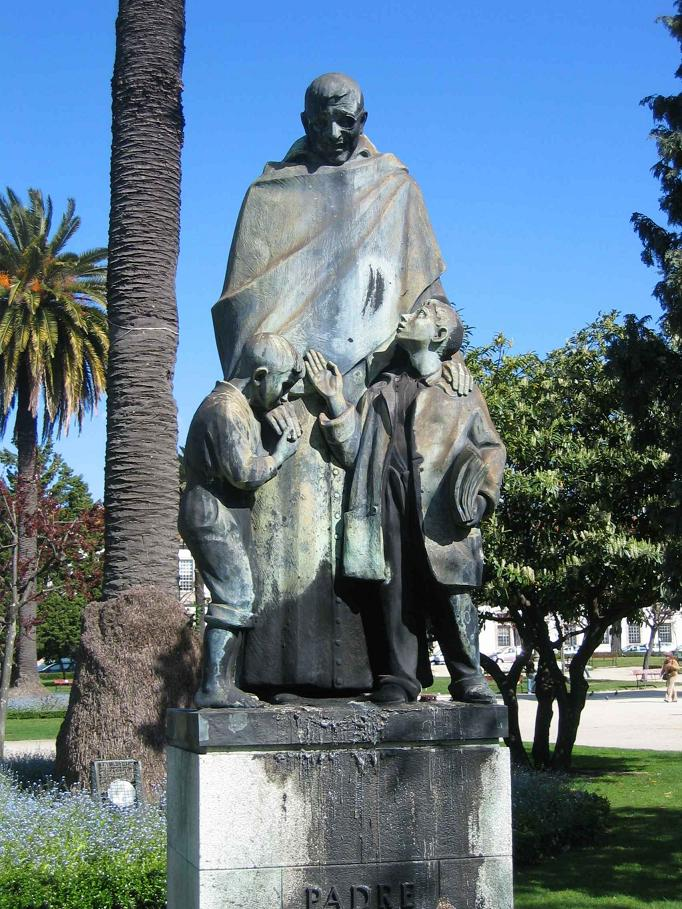
"Padre Américo" (bronze, Praça da República.

Henrique Araújo Moreira (Avintes, Vila Nova de Gaia, 9 de maio de 1890 – Porto, 16 de fevereiro de 1979) foi um escultor português.

## Biografia
Formado pela Academia Portuense de Belas Artes, onde foi aluno do mestre António Teixeira Lopes, legou-nos uma obra notável, reconhecida em múltiplas distinções, das quais se destacam as medalhas de ouro com que foi galardoado nas exposições em Lisboa e Sevilha.
Na sua vasta obra, onde claramente se perpetua a herança naturalista de Oitocentos, ou naquela em que se afirma já um receituário atualizado, pela emergência da estética Art Déco, como o denuncia a floreira decorativa da Avenida dos Aliados, é manifesta a convergência de uma singular harmonia de linhas e de volumes, de uma correcta euritmia e de uma expressividade naturalista que confere às obras uma imensa serenidade. 

## Principais obras
O seu nome está muito ligado à cidade do Porto onde se destacam as seguintes obras suas: 
- “A Juventude” e os “Meninos” da Avenida dos Aliados
- “Padre Américo” da Praça da República
- Decoração da fachada do Teatro Rivoli
- “Monumento aos Heróis da Guerra Peninsular” na Rotunda da Boavista
- “Salva-Vidas” ou “Lobo do Mar” na Foz do Douro
- “Monumento a Raul Brandão” no Jardim do Passeio Alegre
- Escultura “Ternura” no Jardim de S. Lázaro
- “Monumento aos Mortos da Grande Guerra” na Praça Carlos Alberto
- “O Pedreiro”, estátua em bronze no Largo Alexandre Sá Pinto (em frente à Escola Industrial Infante D. Henrique)

Os seus trabalhos incluem, ainda, peças escultóricas no interior do Palácio da Justiça, da frontaria e do interior dos Paços de Concelho e da Igreja de Nossa Senhora da Conceição, na Praça do Marquês de Pombal, dos interiores de salas de espectáculo como o Rivoli, o Coliseu do Porto e o Teatro Nacional São João.
Em 1968 a Câmara Municipal do Porto concedeu-lhe a Medalha de Ouro de Mérito.

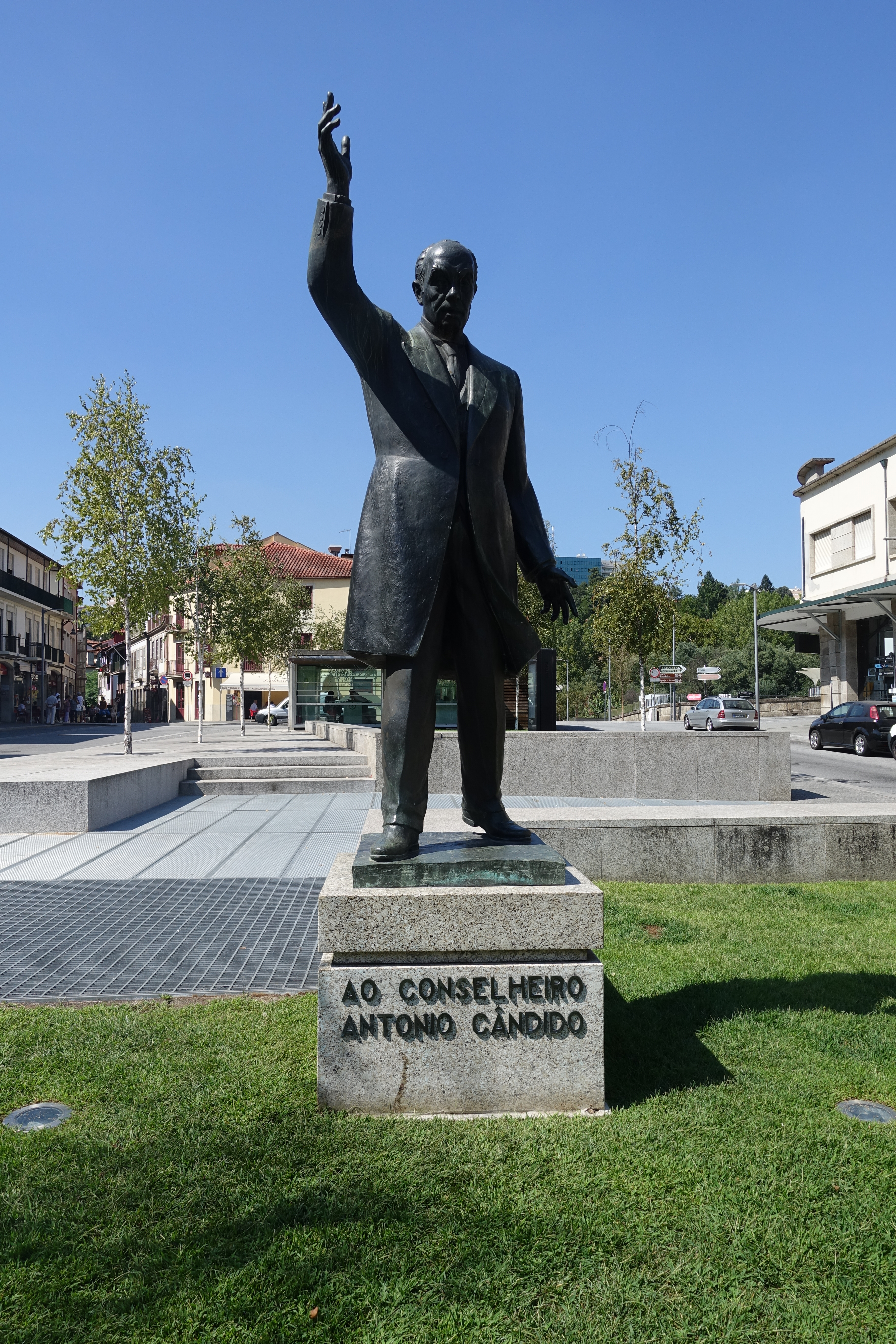
"Ao Conselheiro António Cândido (Largo Conselheiro António Cândido, Amarante).

É também da sua autoria a estátua, que se encontra em Amarante, em homenagem a António Cândido Ribeiro da Costa.